# Cuckoo, cuckoo, what do you do?
Cuckoo, cuckoo, what do you do? ist ein englischer Kinderreim. Er beschreibt das Leben eines Kuckucks vom Beginn bis zum Ende des Sommers. Das Gedicht hat seinen Ursprung wahrscheinlich am Ende des 18. oder Beginn des 19. Jahrhunderts und erscheint bis heute in vielen englischsprachigen Kindergedicht-Sammlungen. Bekanntheit erlangte auch seine Vertonung durch Benjamin Britten. Der Text bildet außerdem die Grundlage des Liedes April Come She Will, das durch Simon & Garfunkel bekannt wurde.

## Ursprung
Meist wird die englische Dichterin Jane Taylor (1783–1824) als Verfasserin angegeben.
Im 1879 veröffentlichten Band der Zeitschrift The Folk-Lore Record wird jedoch das Werk The Book of the Seasons des Schriftstellers William Howitt als Quelle genannt, der das Gedicht seinerseits ohne Quellenangabe veröffentlichte.

## Text
Howitt überliefert das Gedicht folgendermaßen:
In April the cuckoo shows his bill;

In May he sings both night and day;

In June he altereth his tune;

In July away he'll fly;

In August go he must.
Daneben existieren zahlreiche regionale Varianten sowie Erweiterungen des Gedichts um den Monat September.
Die Jane Taylor zugeschriebene Version kann als Frage-Antwort-Spiel aufgesagt werden:
A: „Cuck-oo! Cuck-oo!

What do you do?“

B: „In April

I open my bill;

In May

I sing night and day;

In June

I change my tune;

In July

Far – far I fly;

In August

Away I must.“

## Rezeptionsgeschichte
Diese letztere Version vertonte Benjamin Britten als Chorwerk für Kinder unter dem Namen Cuckoo! in seiner 1935 veröffentlichten Sammlung Friday Afternoons.
Paul Simon verwendete eine Variante des Reims für jede zweite Zeile seines Liedes April Come She Will, das 1965 auf seinem Solo-Album The Paul Simon Songbook erschien und wenig später von Art Garfunkel für das Simon-&-Garfunkel-Album Sounds of Silence neu aufgenommen wurde.